# Struthiola rigida
Struthiola rigida är en tibastväxtart som beskrevs av Carl Daniel Friedrich Meisner. Struthiola rigida ingår i släktet Struthiola och familjen tibastväxter. Inga underarter finns listade i Catalogue of Life.